# C/1857 Q1 Klinkerfues
C/1857 Q1 Klinkerfues è la quinta delle sei comete scoperte dall'astronomo tedesco Ernst Friedrich Wilhelm Klinkerfues: ha raggiunto la visibilità a occhio nudo.
C/1857 Q1 Klinkerfues è classificata come cometa non periodica in quanto ha un periodo di rivoluzione di quasi 2.500 anni: la sua orbita è retrograda e ha la caratteristica di avere una MOID con il pianeta Venere molto piccola.